# River Pinn
Der River Pinn ist ein Wasserlauf in Greater London. Er entsteht am Harrow Weald Common und fließt in südwestlicher Richtung durch Pinner und Ruislip. Westlich von Ruislip wendet er sich in eine südliche Richtung und fließt durch Ickenham und Uxbridge. Er mündet westlich von Yiewsley in den Fray’s River, einen Nebenarm des River Colne.
Der River Pinn war ein fischreiches Gewässer und der Lord of the Manor von Ruislip hatte 1804 ein alleiniges Zugangsrecht zum Fluss, um dort fischen zu können.
Im Zweiten Weltkrieg wurde der River Pinn am unteren Ende der Pinner High Street aufgestaut, um als Löschwasservorrat zu dienen.